# Các thành viên của Mạng lưới Công viên địa chất toàn cầu

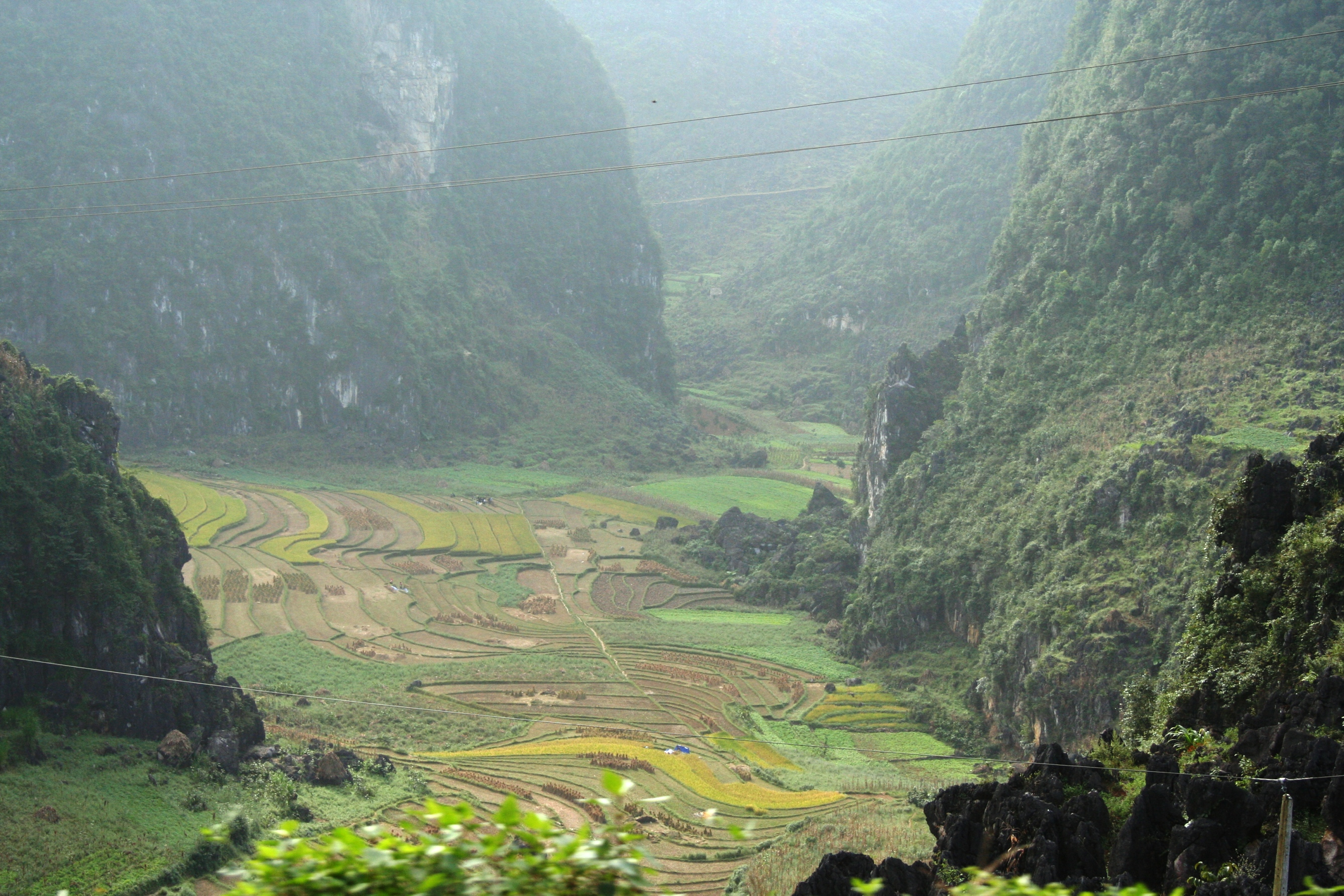
Công viên địa chất Cao nguyên đá Đồng Văn, Việt Nam.

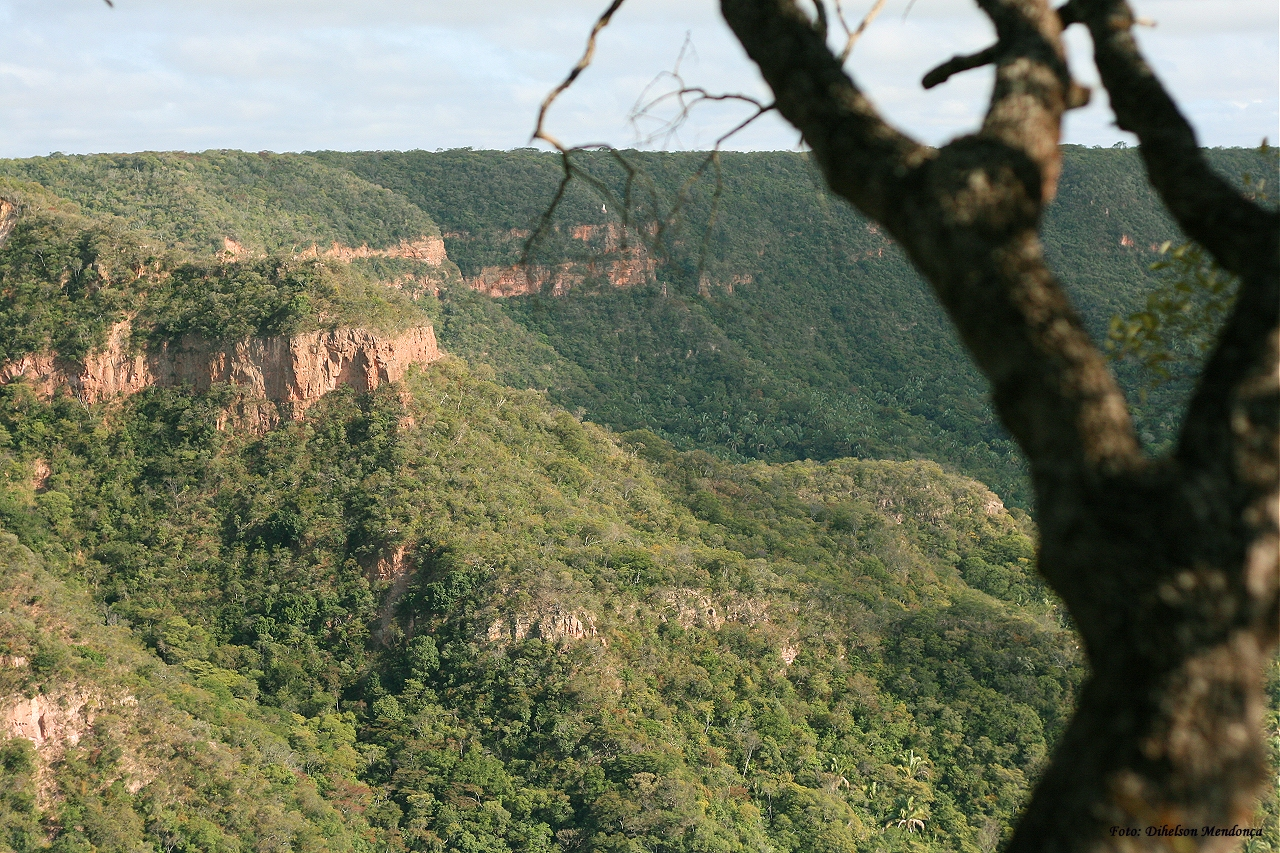
Công viên địa chất Araripe, Brasil.

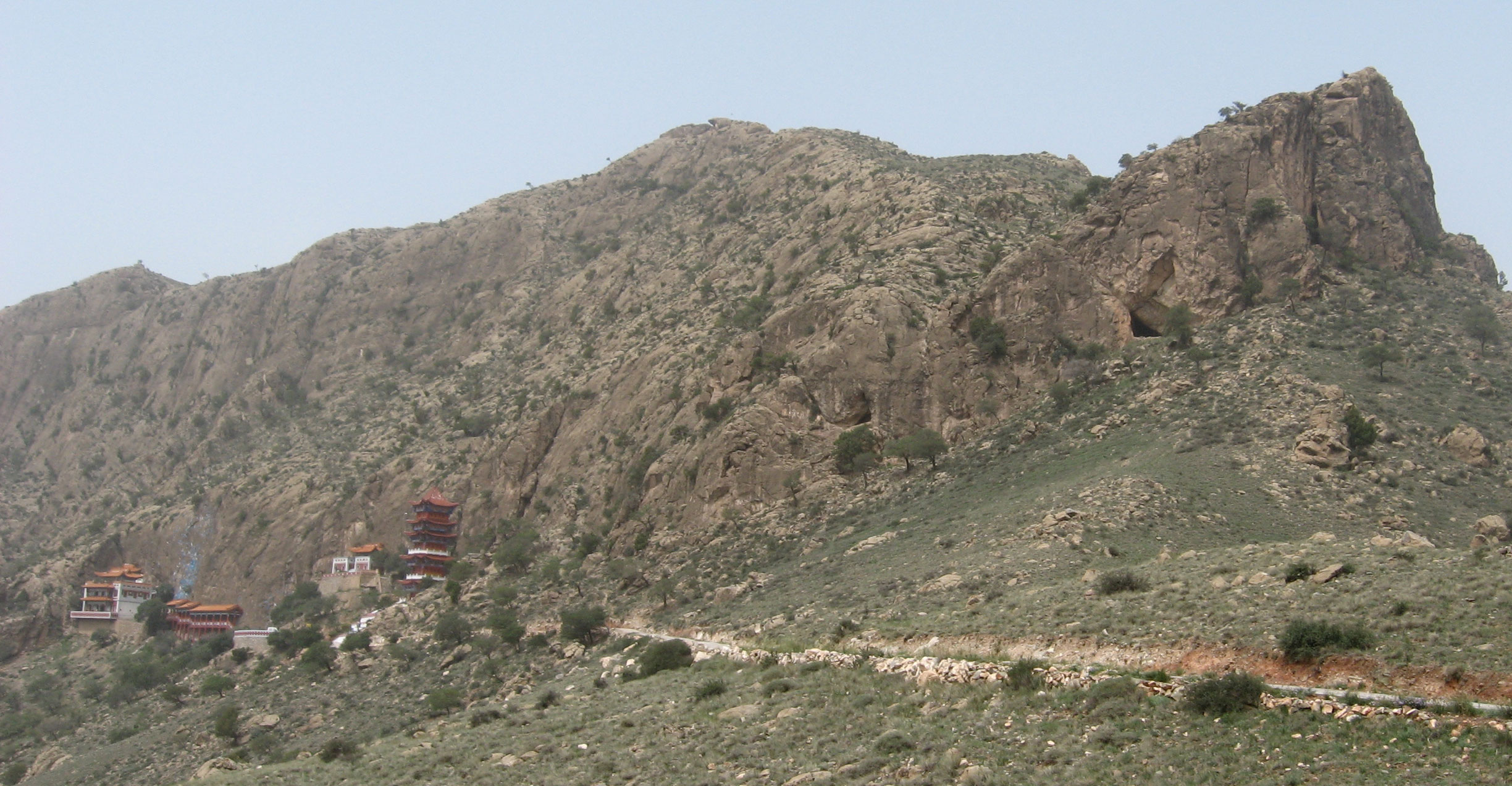
Sa mạc Alxa, Trung Quốc.

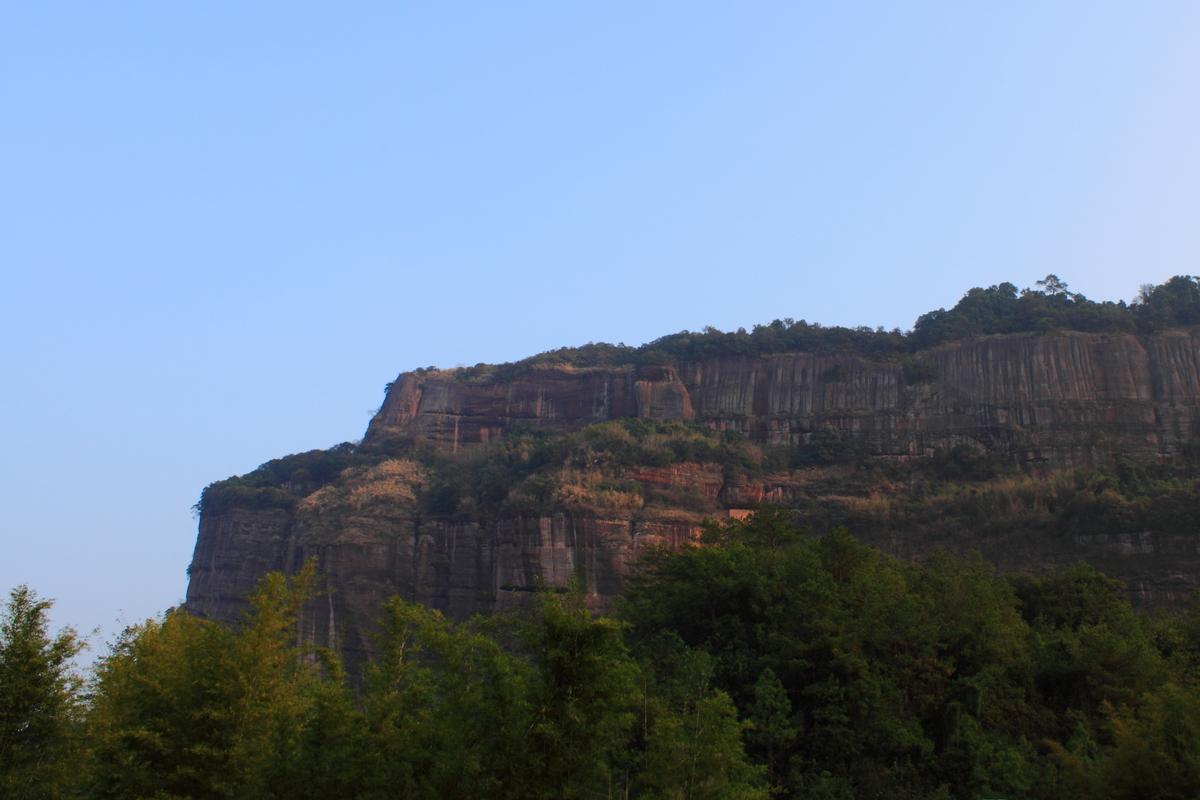
Núi Đan Hà, Trung Quốc.

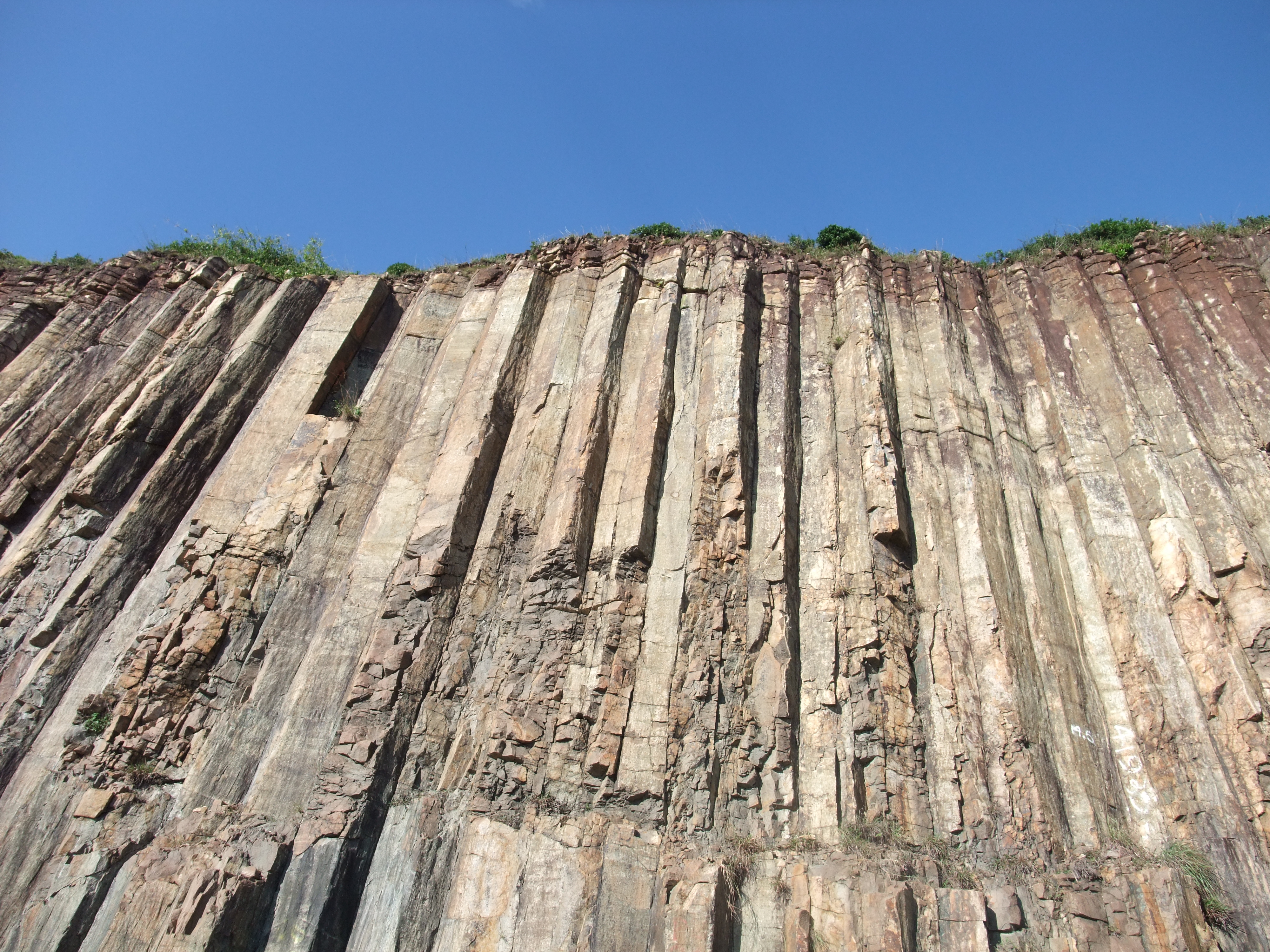
Công viên địa chất toàn cầu Hồng Kông, Trung Quốc.

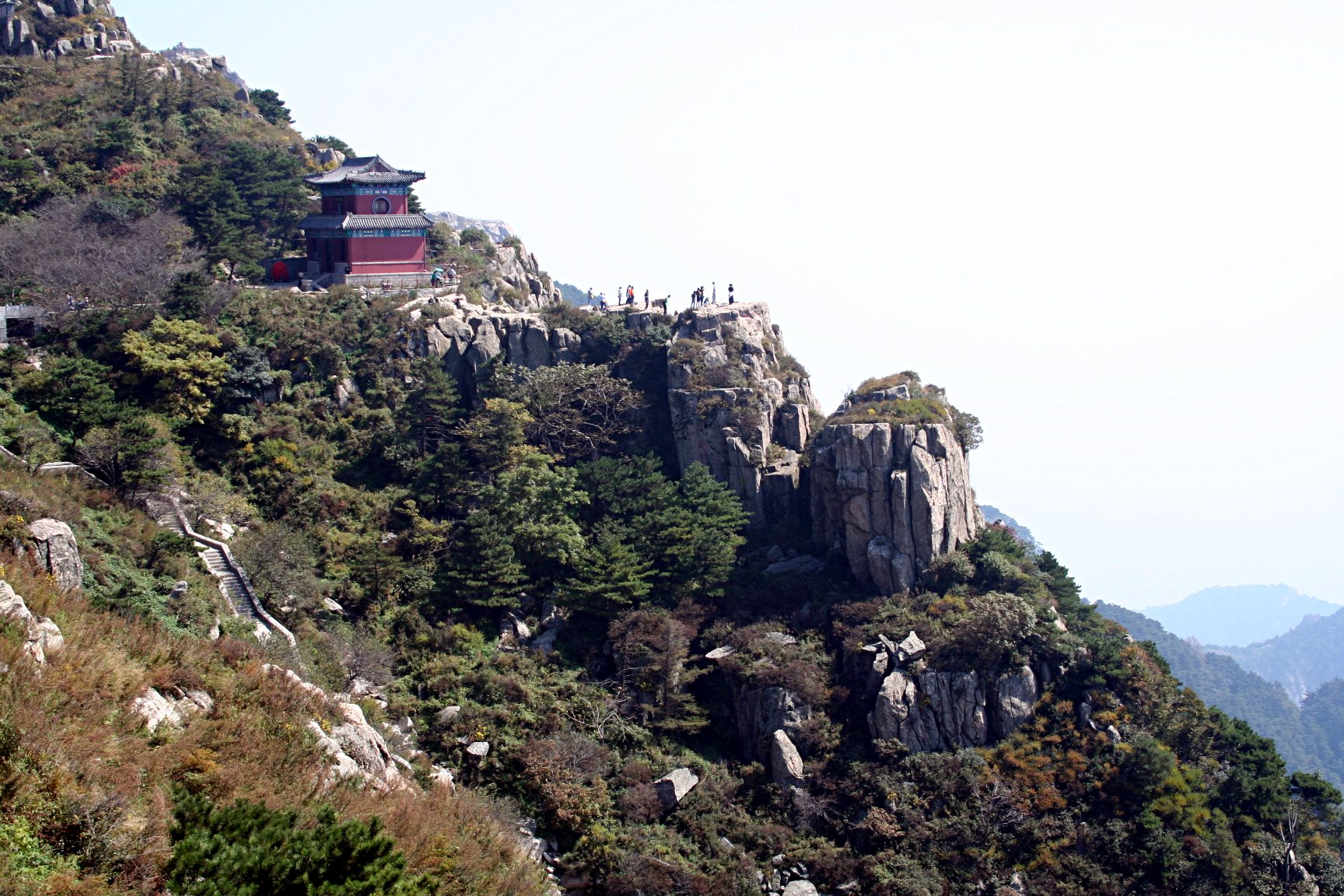
Thái Sơn, Trung Quốc.

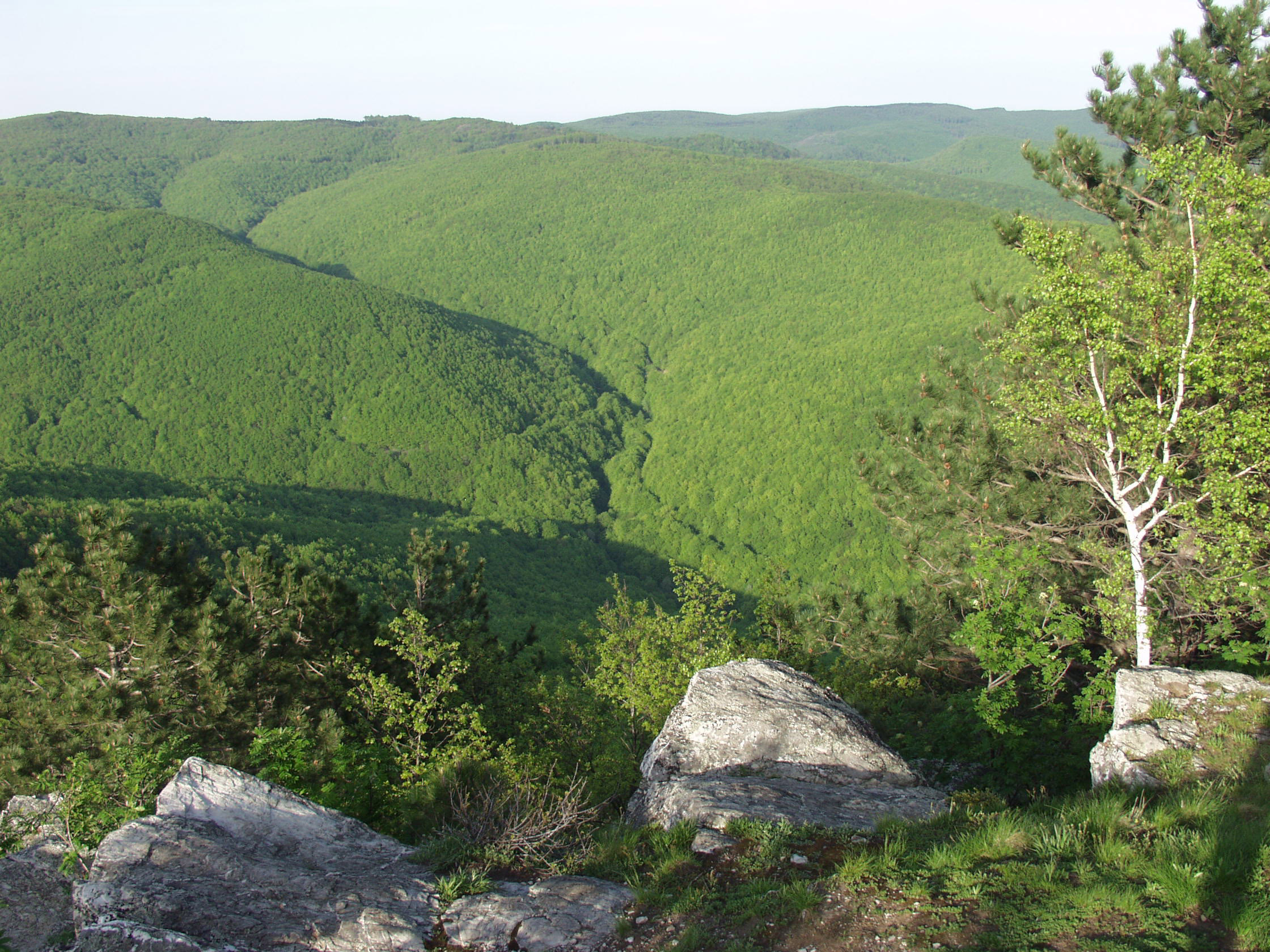
Núi Papuk trong Công viên địa chất Papuk, Croatia.

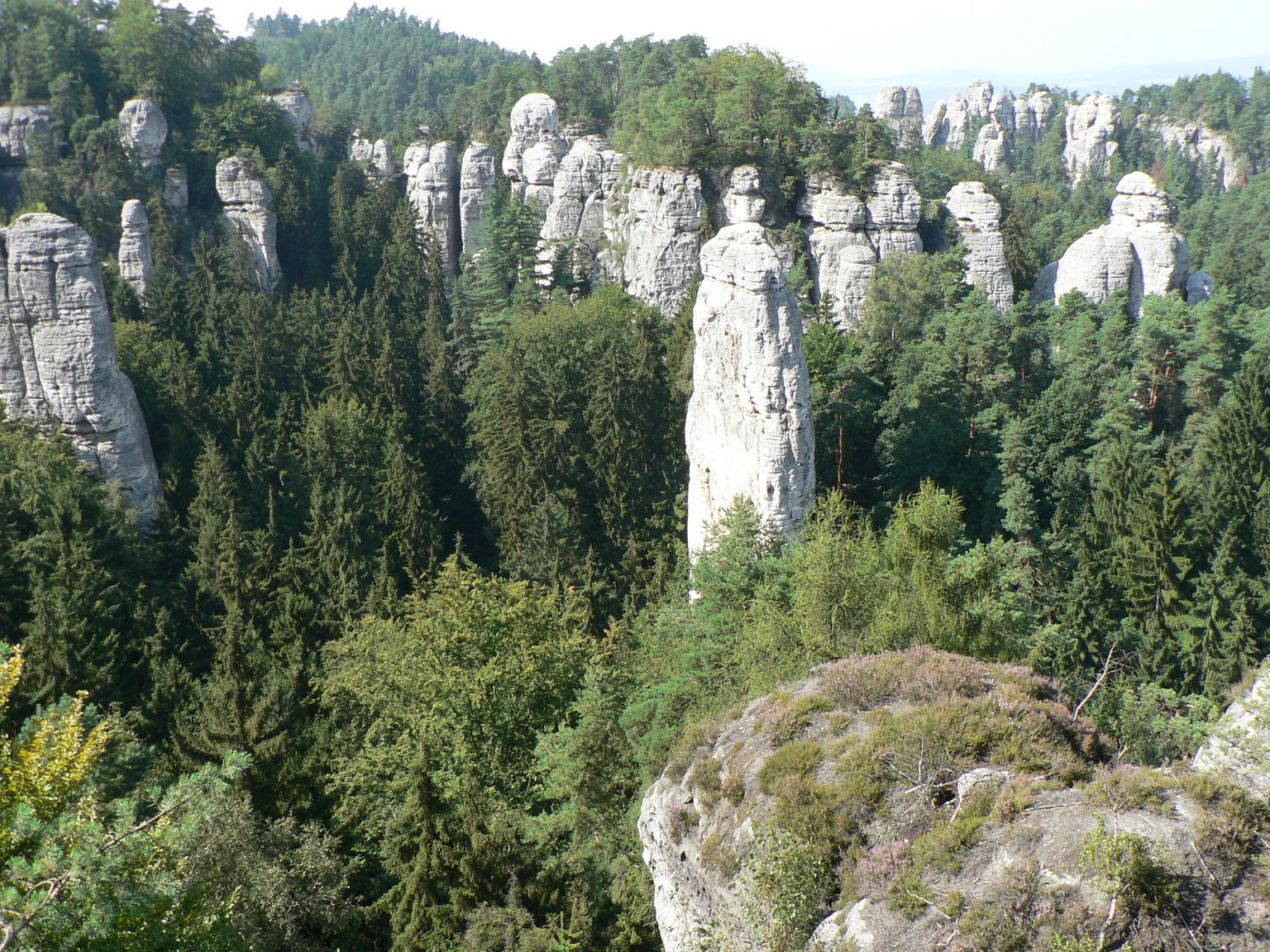
Bohemian Paradise, Cộng hòa Séc.

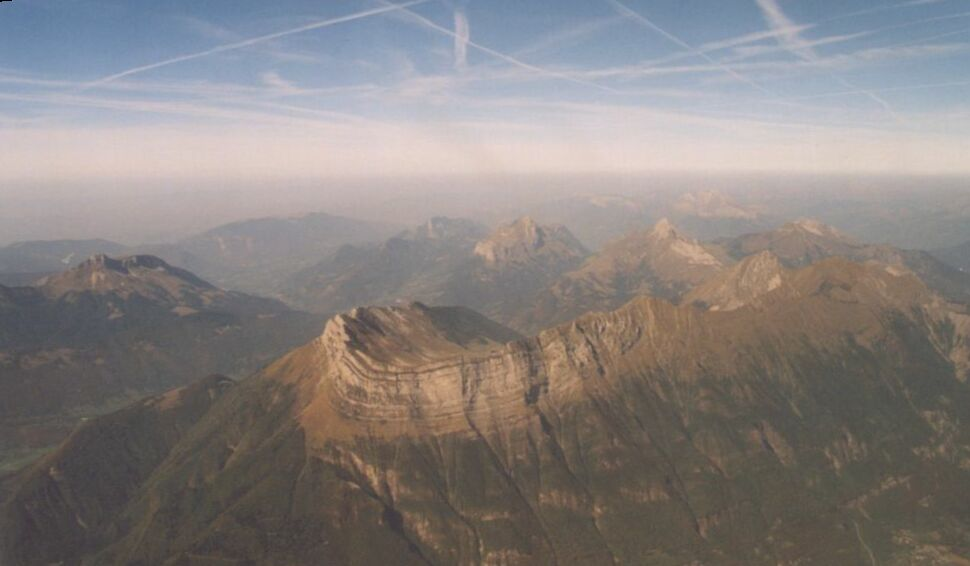
Toàn cảnh dãy núi Bauges, Pháp.

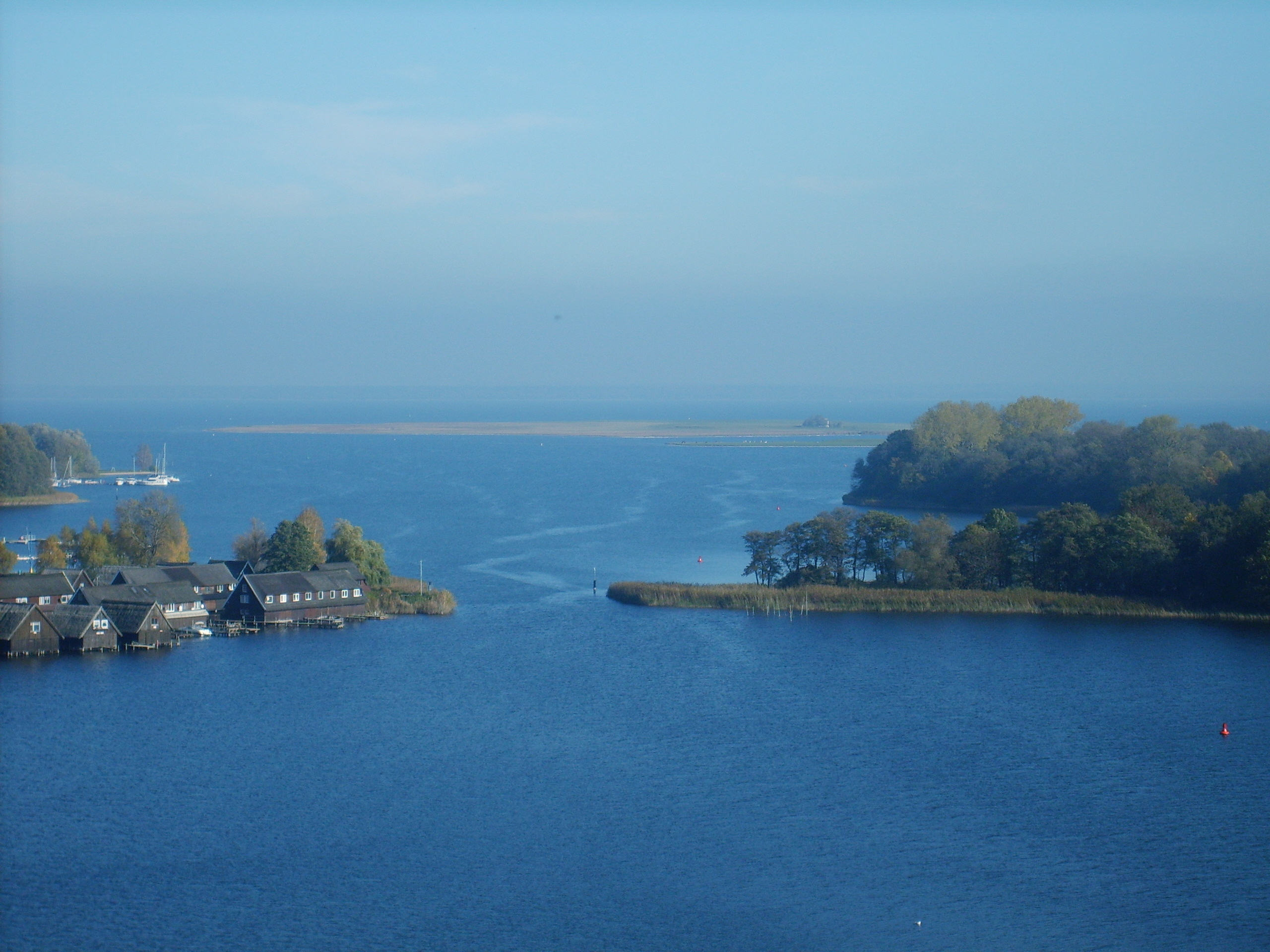
Mecklenburg, Đức.

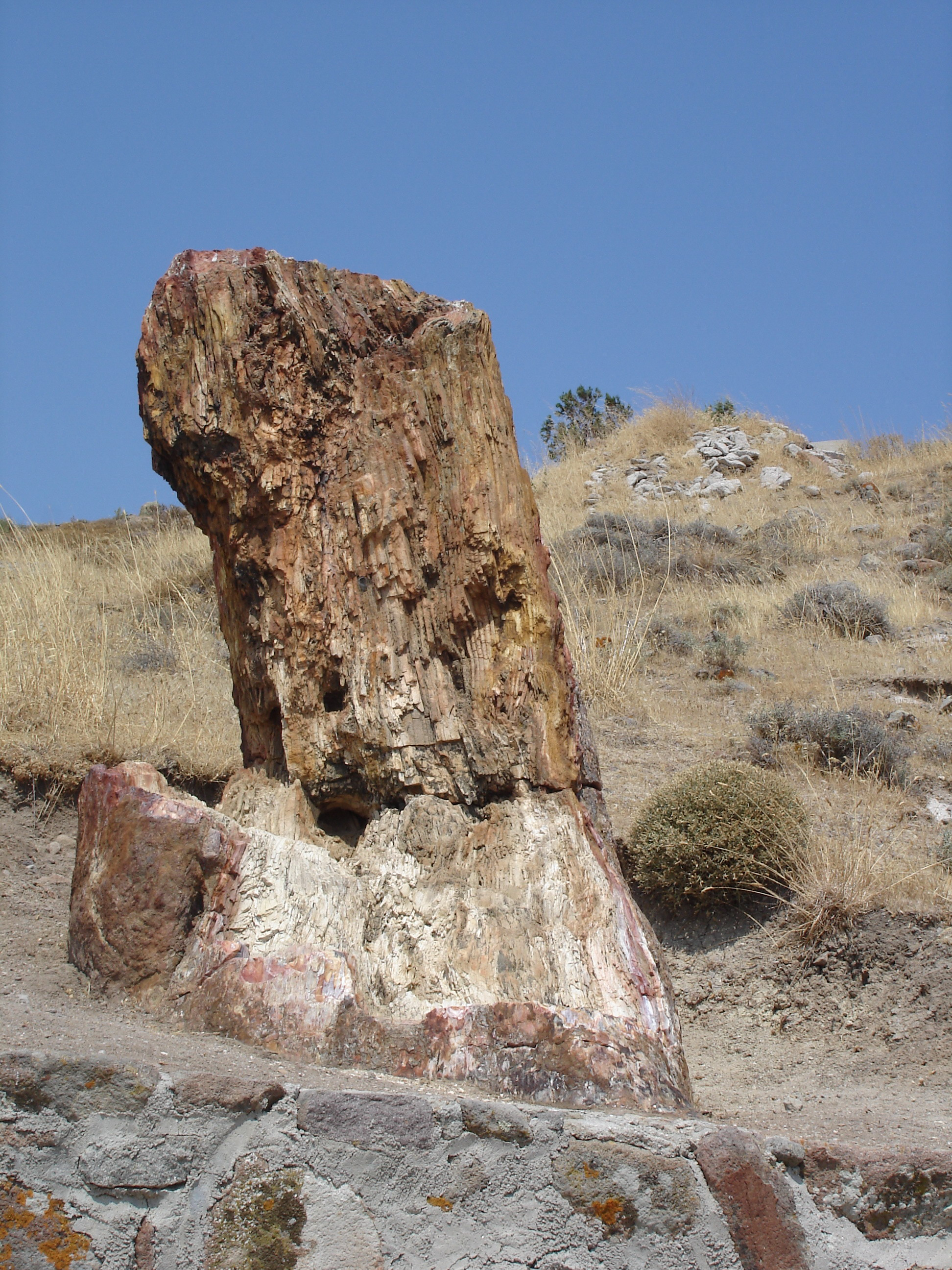
Lesvos, Hy Lạp.

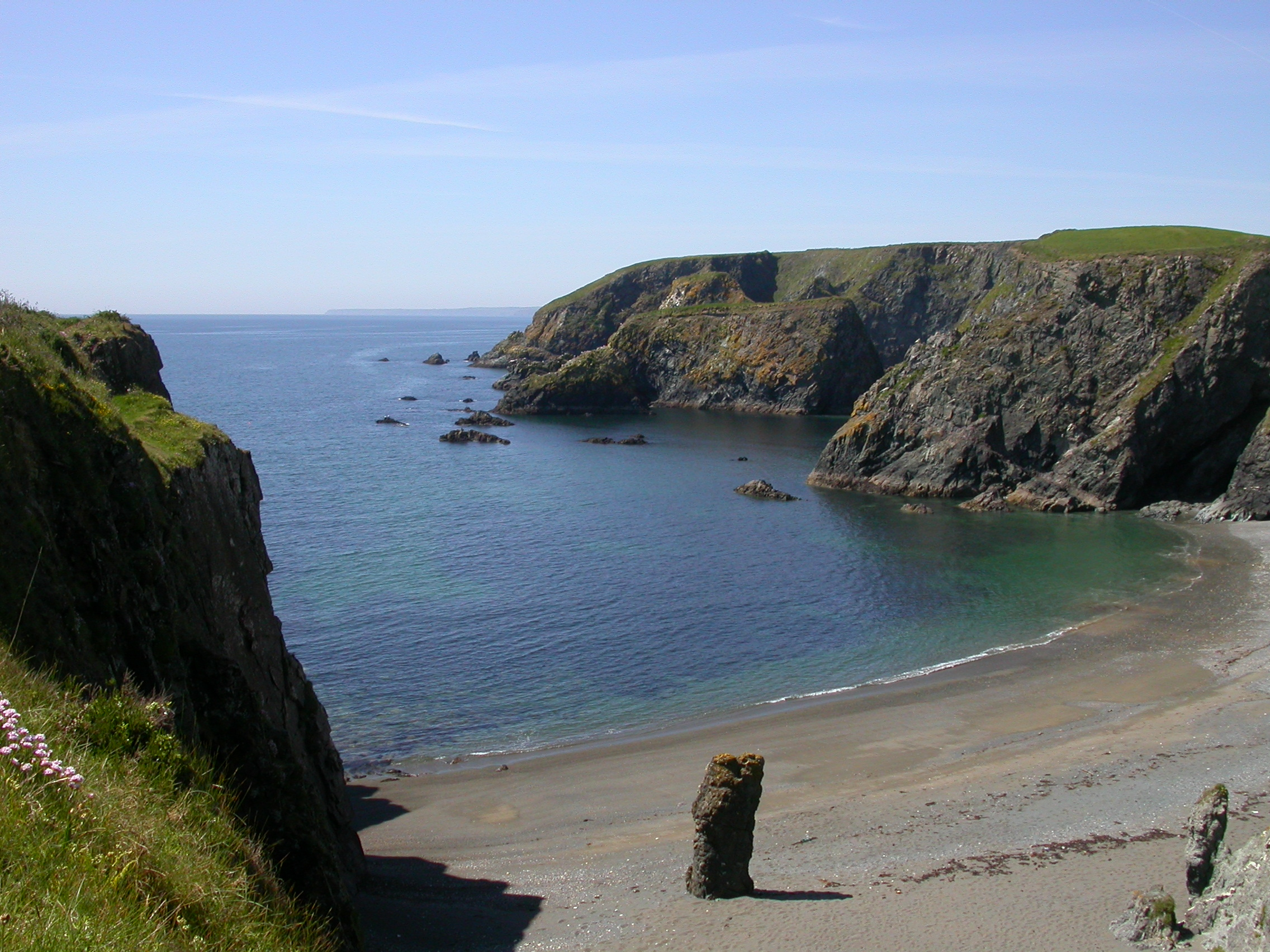
Copper Coast, Ireland.

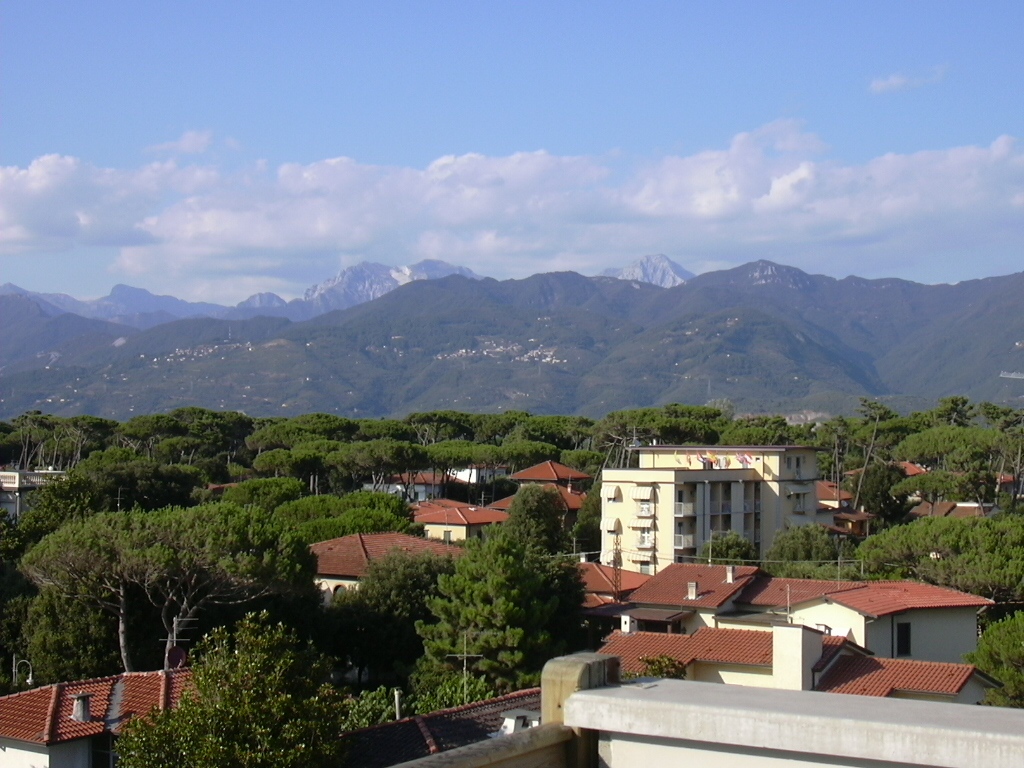
Công viên địa chất Apuan Alps, Ý.

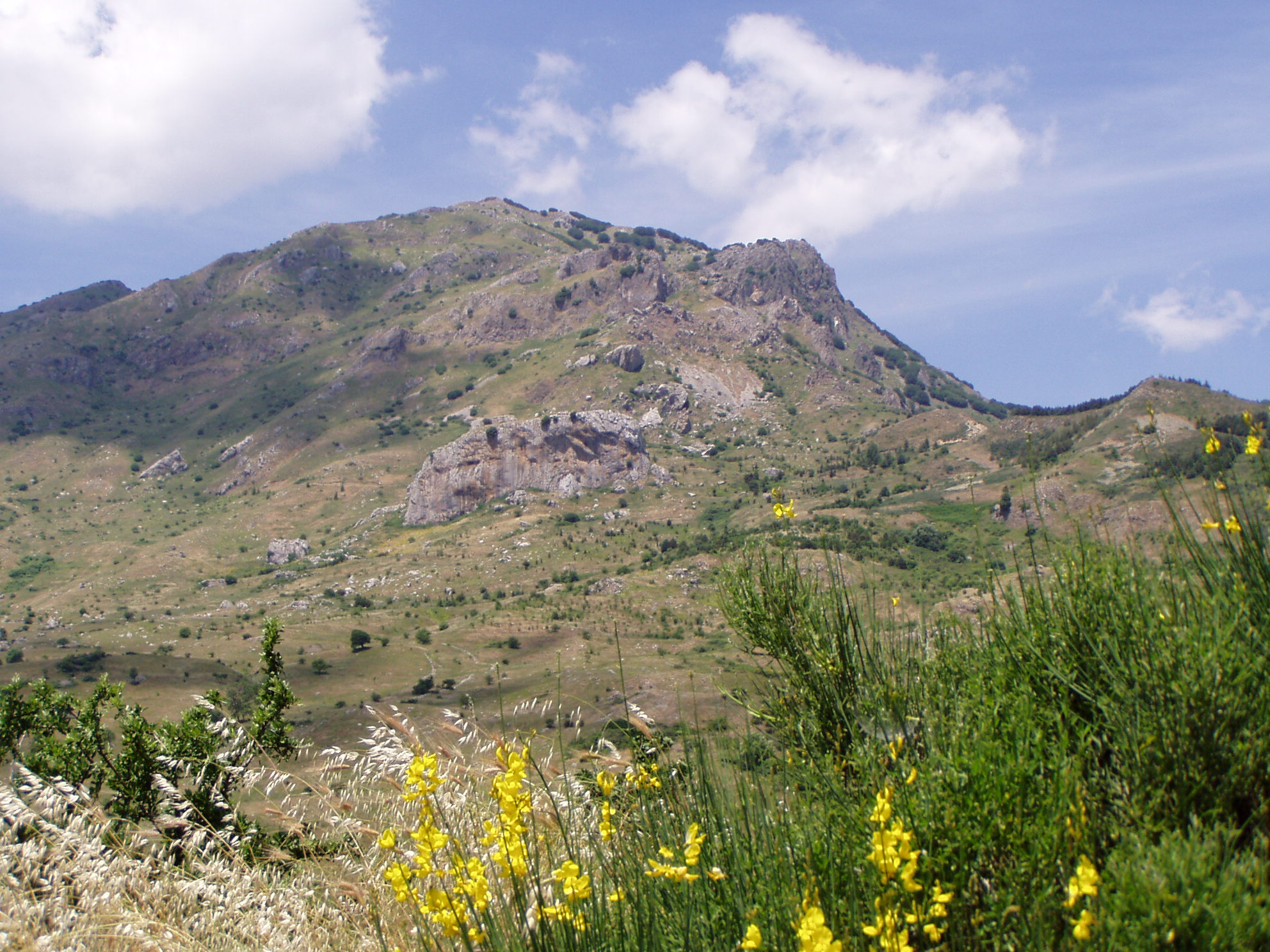
Đỉnh S. Salvatore trong Madonie, Ý.

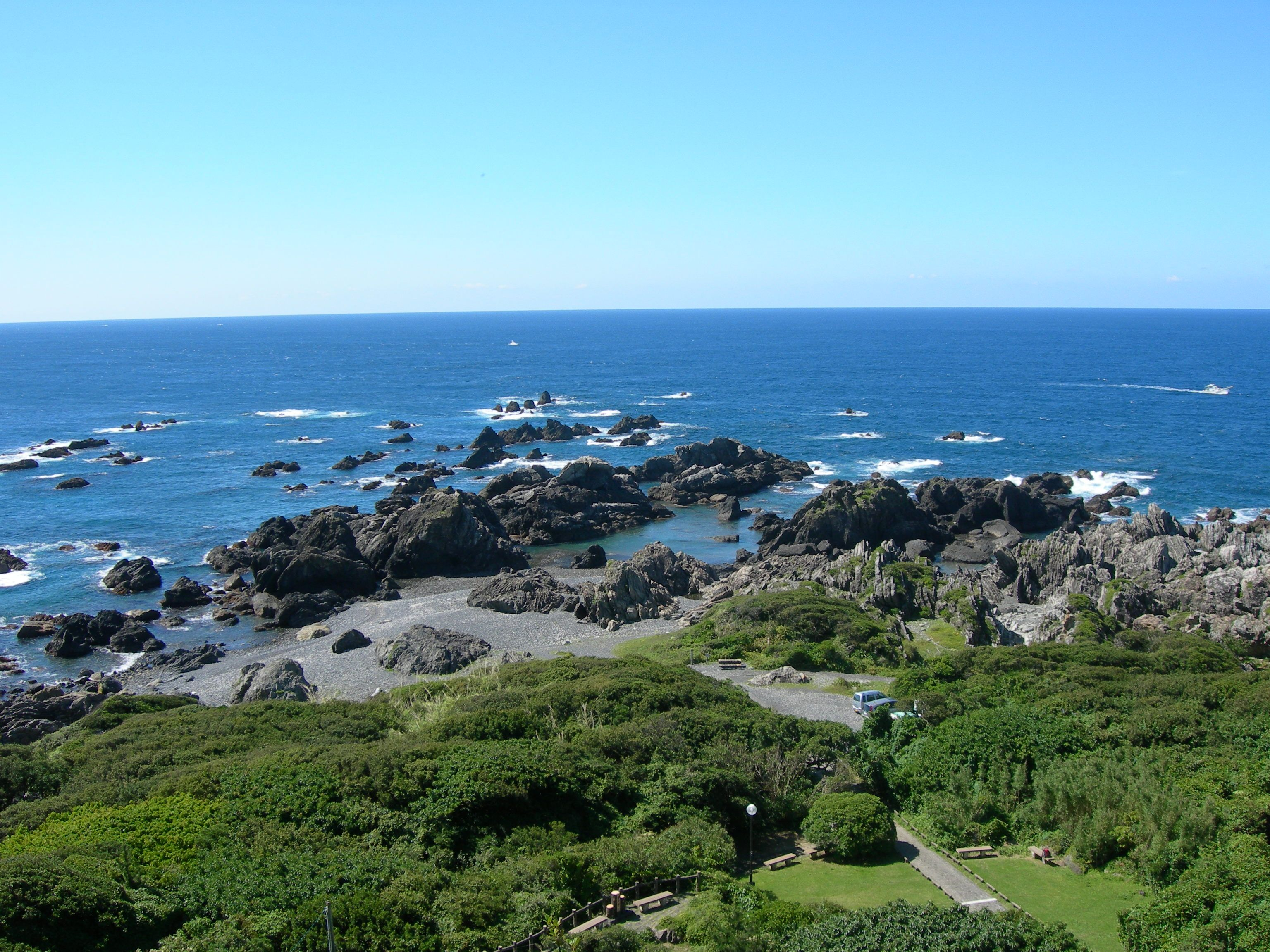
Muroto, Ý.

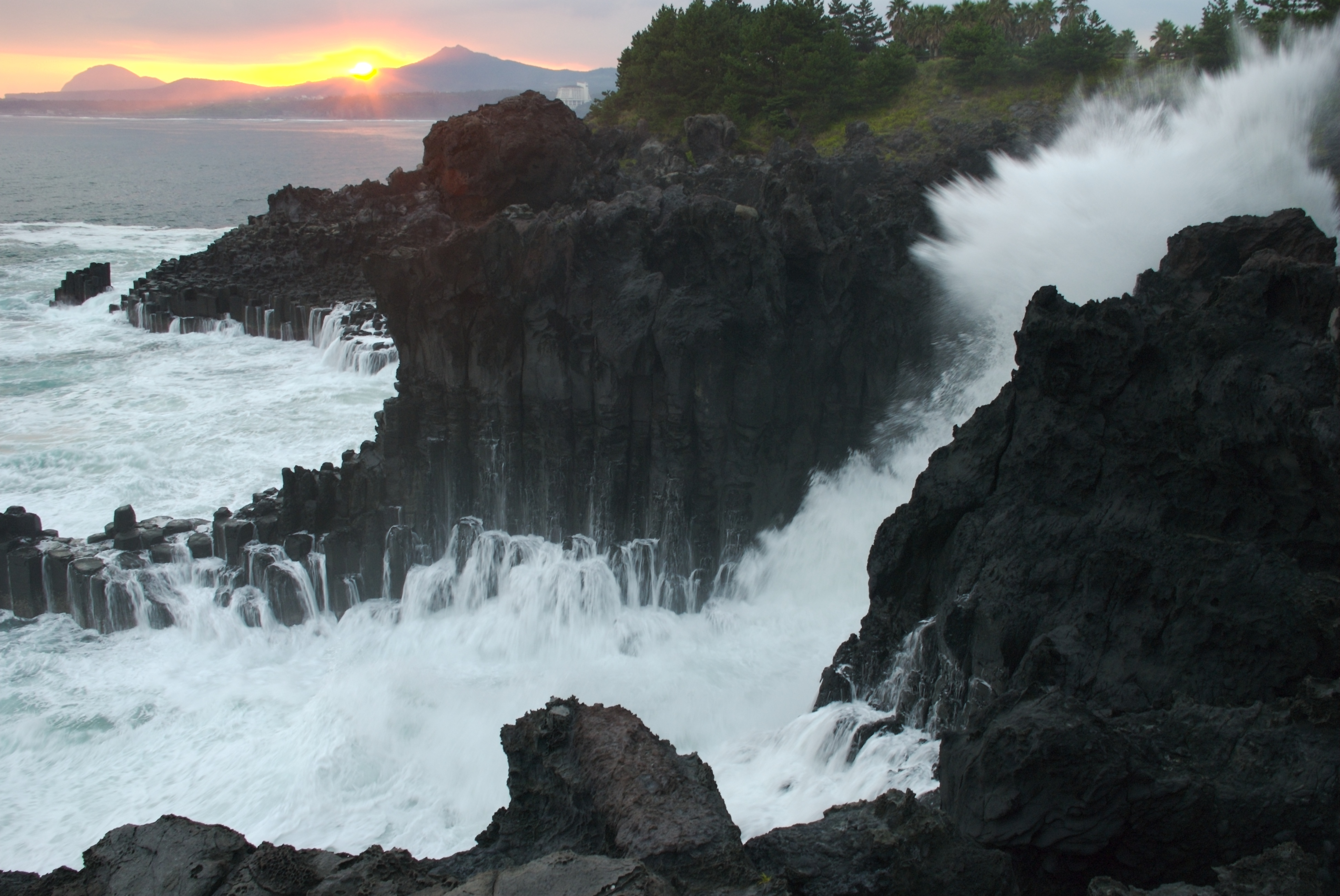
Các cột nham thạch trên đảo Jeju, Hàn Quốc.

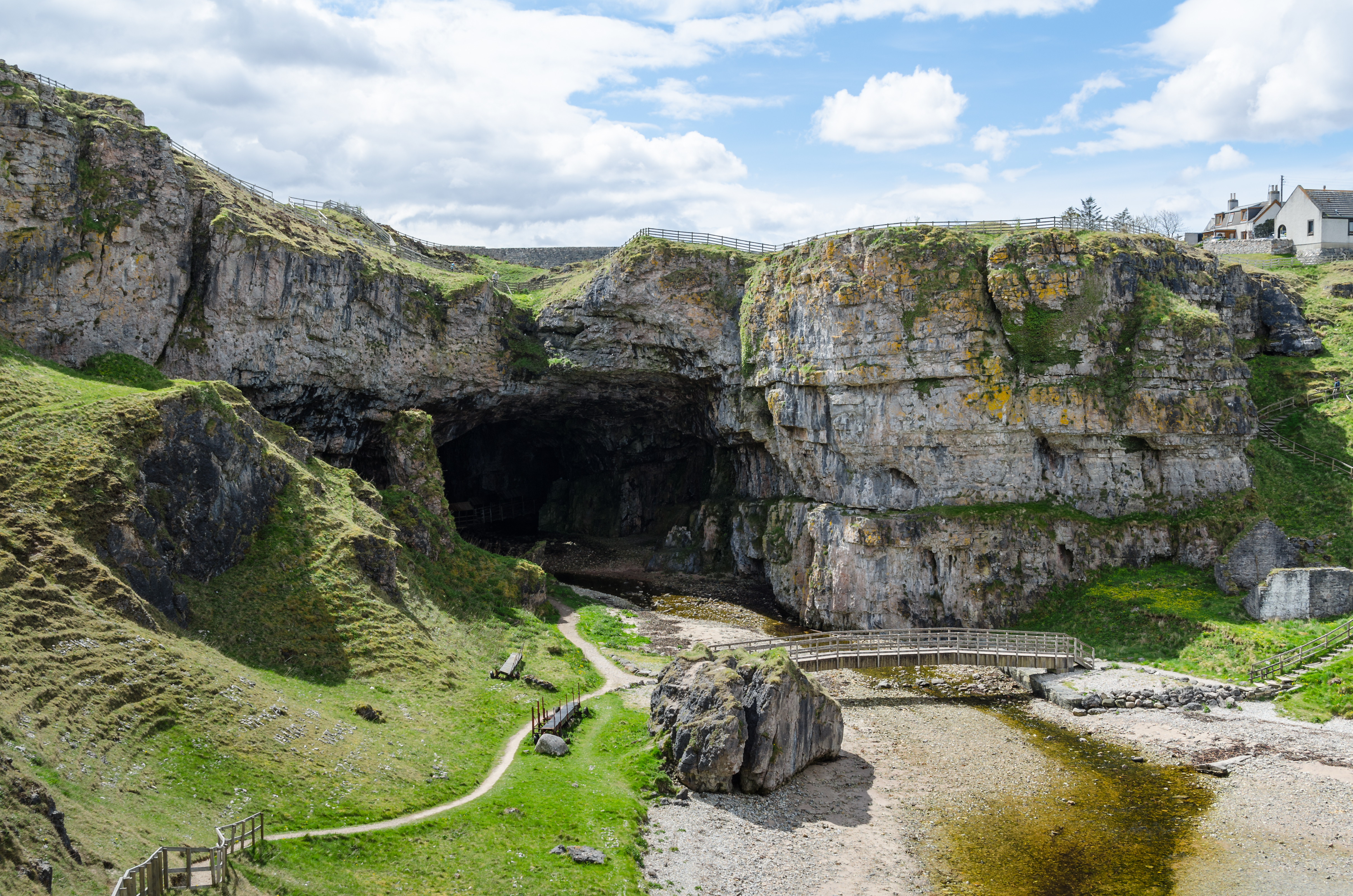
Hang Smoo tại Cao nguyên Tây Bắc, Vương quốc Anh.

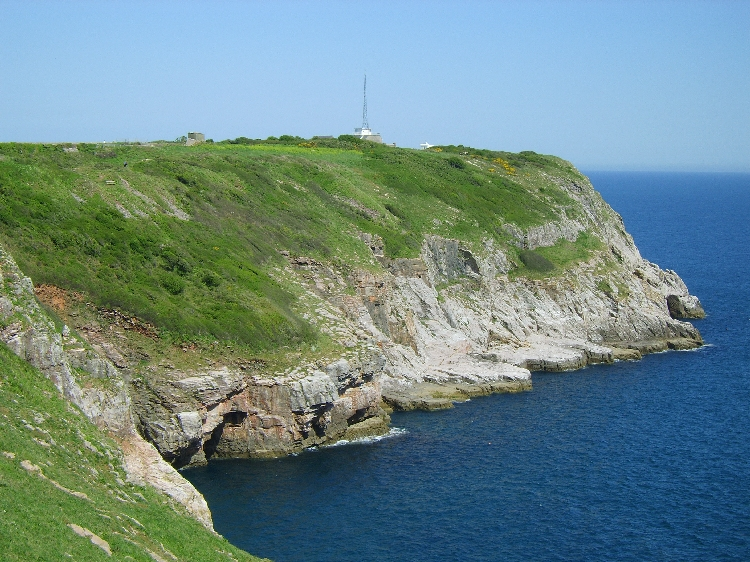
English Riviera, Vương quốc Anh.

Mạng lưới Công viên địa chất toàn cầu UNESCO được thành lập vào tháng 11 năm 2005 để bảo tồn di sản địa chất của Trái Đất, cũng như để thúc đẩy việc nghiên cứu và phát triển bền vững của các giá trị cộng đồng có liên quan.  Nó được thay thế cho Mạng lưới Công viên địa chất toàn cầu được thành lập vào năm 1998. Các thành viên GGN được hình thành bởi các công viên địa chất quốc gia, hoặc công viên địa chất địa phương được công nhận để tập trung vào việc bảo vệ các điểm địa chất và di sản đặc biệt này.
Các Công viên địa chất thành viên đầu tiên của GGN đã được công bố trong Hội nghị quốc tế về Công viên địa chất lần đầu tiên vào năm 2004. Tính đến giữa năm 2017, đã có 127 Công viên địa chất toàn cầu UNESCO thuộc 35 quốc gia đã chính thức trở thành một phần của gia đình GGN. Các Công viên địa chất này có mặt ở 5 trong số 7 lục địa ngoại trừ Nam Cực và châu Úc. Trung Quốc là nước có số lượng công viên địa chất toàn cầu nhiều nhất, trong khi một vài quốc gia và khu vực như Hoa Kỳ, Liên Xô cũ, Nam Á, Trung Đông, phần lớn châu Phi (ngoại trừ Marốc và Quần đảo Canaria) vẫn chưa có một thành viên nào.

## Danh sách
Dưới đây là danh sách các công viên địa chất toàn cầu được UNESCO công nhận tính đến hết năm 2018:

### Áo
- Eisenwurzen (2004)
- Carnic Alps (2012)
- Công viên địa chất Creating Ore của Alps (2014)

### Bỉ
- Famenne-Ardenne (2018)

### Brazil
- Araripe (2006)

### Canada
- Stonehammer (2010)
- Tumbler Ridge (2014)
- Percé (2018)

### Trung Quốc
- Hoàng Sơn (2004)
- Vân Đài Sơn (2004)
- Ngũ Đại Liên Trì (2004)
- Trương Gia Giới (2004)
- Núi Đan Hà (2004)
- Thạch Lâm (2004)
- Tung Sơn (2004)
- Lư Sơn (2004)
- Thái Ninh (2005)
- Khắc Thập Khắc Đằng (2005)
- Hưng Văn (2005)
- Nhạn Đãng Sơn (2005)
- Thái Sơn (2006)
- Vương Ốc Sơn-Đại Mi Sơn (2006)
- Phòng Sơn (2006)
- Phục Ngưu Sơn (2006)
- Kính Bạc (2006)
- Lôi Quỳnh (2006)
- Long Hổ Sơn (2007)
- Tự Cống (2008)
- Sa mạc Alxa (2009)
- Tần Lĩnh (2009)
- Lạc Nghiệp-Phượng Sơn (2010)
- Ninh Đức (2010)
- Công viên địa chất Thiên Trụ Sơn (2011)[4]
- Hồng Kông (2011)[4]
- Công viên địa chất Tam Thanh Sơn, An Huy (2012)[5]
- A Nhĩ Sơn (2017)
- Công viên địa chất quốc gia Khả Khả Thác Hải (2017)
- Công viên địa chất Hoàng Cương Đại Biệt Sơn (2018)
- Quang Vụ Sơn-Nặc Thủy Hà (2018)

### Croatia
- Papuk (2007)

### Cộng hòa Síp
- Troodos (2015)

### Cộng hòa Séc
- Bohemian Paradise (2005)

### Đan Mạch
- Công viên địa chất toàn cầu Odsherred (2014)

### Phần Lan
- Công viên địa chất Rokua (2010)
- Lauhanvuori-Haemeenkangas (2020)

### Pháp
- Haute Provence (2004)
- Công viên thiên nhiên vùng Luberon (2005)
- Vách đá Bauges (2011)[4]
- Công viên địa chất Chablais (2012)
- Công viên địa chất toàn cầu Monts d'Ardeche (2014)
- Causses du Quercy (2017)
- Beaujolais (2018)

### Đức
- Bergstrasse-Odenwald (2004)
- Terra Vita (2004)
- Công viên địa chất Vulkaneifel (2004)
- Dãy núi Harz, Braunschweiger (2005)
- Mecklenburg (2005)
- Dãy núi Swabian Jura (2005)
- Công viên cảnh quan Muskau Bend (chung với Ba Lan) (2011)

### Hy Lạp
- Rừng hóa thạch của Lesbos (2004)
- Psiloritis (2004)
- Chelmos-Vouraikos (2009)
- Công viên địa chất Vikos-Aoos (2010)
- Công viên địa chất Sitia (2015)

### Hungary
- Công viên địa chất Bakony-Balatonk (2012) [5]
- Công viên địa chất Novohrad - Nograd (chung với Slovakia) (2010)

### Iceland
- Công viên địa chất Katla (2011)
- Công viên địa chất toàn cầu Reykjanes (2015)

### Indonesia
- Công viên địa chất Batur (2012)
- Công viên địa chất Gunung Sewu, Java (2015)
- Công viên địa chất Ciletuh-Palabuhanratu (2018)
- Rinjani Lombok (2018)

### Iran
- Đảo Qeshm (2006)

### Indonesia
- Công viên địa chất Batur, Bali (2012)[5]

### Ireland
- Công viên địa chất Burren và Cliffs của Moher (2011)[4]
- Bờ biển Copper (2004)
- Công viên địa chất toàn cầu Các hang Marble Arch (Chung với Vương quốc Anh) (2015)

### Ý
- Công viên thiên nhiên Madonie (2004)
- Công viên địa chất Beigua (2005)
- Công viên địa chất và khai mỏ của Sardinia (2007)
- Công viên địa chất Pollino (2007)
- Adamello-Brenta (2008)
- Rocca di Cerere (2008)
- Công viên mỏ Tuscan (2010)
- Cilento và Vallo di Diano (2010)
- Apuan Alps (2011)[4]
- Công viên địa chất Sesia - Val Grande (2013)

### Nhật Bản
- Itoigawa (2009)
- Toya Caldera và Núi lửa Usu (2009)
- Vùng núi lửa Unzen (2009)
- San'in Kaigan (2010)
- Muroto (2011)[4]
- Quần đảo Oki (2013)
- Aso, Kumamoto (2014)
- Núi Apoi (2015)
- Bán đảo Izu (2018)

### Malaysia
- Đảo Langkawi (2007)

### Mexico
- Comarca Minera, Hidalgo (2017)
- Mixteca Alta, Oaxaca (2017)

### Maroc
- Công viên địa chất toàn cầu M'Goun (2014)

### Hà Lan
- Công viên địa chất Hondsrug (2007)

### Na Uy
- Gea Norvegica (2006)
- Công viên địa chất Magma (2010)

### Bồ Đào Nha
- Naturtejo (2006)
- Arouca (2009)
- Công viên địa chất Azores (2013)
- Công viên địa chất Land of Knights (2015)

### Rumani
- Công viên địa chất Khủng long Hạt Haţeg (2005)

### Slovenia
- Công viên địa chất Karavanke (Chung với Áo) (2013)
- Idrija (2013)

### Hàn Quốc
- Đảo Jeju (2010)
- Cheongsong (2017)
- Khu vực Mudeungsan (2018)

### Tây Ban Nha
- Maestrazgo (2004)
- Sierra Norte di Sevilla, Andalusia (2004)
- Công viên thiên nhiên Cabo de Gata-Níjar (2006)
- Sobrarbe (2006)
- Công viên tự nhiên Sierras Subeticas (2006)
- Công viên địa chất Bờ biển Basque (2010)
- Công viên địa chất Villuercas Ibores Jara (2011)[4]
- Công viên địa chất Trung tâm Catalonia (2012)[5]
- Công viên địa chất Molina de Aragón - Alto Tajo (2014)
- Công viên địa chất toàn cầu El Hierro (2015)
- Công viên địa chất Las Loras (2017)
- Conca de Tremp-Montsec (2018)
- Dãy núi Courel (2019)
- Maestrazgo (2020)
- Granada (2020)

### Tanzania
- Công viên địa chất Ngorongoro Lengai (2018)

### Thái Lan
- Công viên địa chất Satun (2018)

### Thổ Nhĩ Kỳ
- Công viên địa chất Núi lửa Kula (2013)

### Vương quốc Anh
- Các hang Marble Arch và Núi Cuilcagh (2004)
- Bắc Pennines (2004)
- Fforest Fawr (2005)
- Cao nguyên Tây Bắc (2005)
- English Riviera (2007)
- Shetland (2009)
- GeoMôn (2009)
- Công viên địa chất toàn cầu Các hang Marble Arch (Chung với Ireland) (2015)
- The Black Country (2020)

### Uruguay
- Công viên địa chất Grutas del Palacio (2013)

### Việt Nam
- Cao nguyên đá Đồng Văn (2010)
- Công viên địa chất Non Nước Cao Bằng (2018)
- Công viên địa chất Đắk Nông (2020)

## Thành viên cũ của GGN
Công viên địa chất Lochaber của Vương quốc Anh đã từng là thành viên của Mạng lưới vào năm 2007 nhưng đã bị xóa bỏ vào năm 2011.